# ビギナーズ!
『ビギナーズ!』は、2012年7月12日から9月20日までTBS系の木曜ドラマ9枠で放送されていた日本のテレビドラマ。初回は21:00 - 22:06（JST）の12分拡大。8月2日はロンドンオリンピック中継のため、放送休止。
警察学校を舞台とした青春ラブコメディ。主演の藤ヶ谷太輔（Kis-My-Ft2)は本作が連続ドラマ単独初主演。
キャッチコピーは「オレ達、ヒーローになる予定っ！」
2012年7月17日、東日本旅客鉄道のロケーションサービスによって上野駅21番線ホームがロケーション撮影に利用された。

## あらすじ
警察官採用試験に受かり採用された9人の若者は全寮制の神奈川県警察学校に入校し、桜庭教場（Sクラス）のメンバーとなった。その一員であるテッペイは初日から遅刻し、担当助教の竜崎に容赦ない体罰と叱責を食らう。さらに連帯責任としてSクラスの皆に罰を与えると告げられ、一日中、草むしりや校内の掃除などを命令される。　
Sクラスの面々は周りの初任科生と待遇が違っていることに疑問を感じていたが、竜崎の言葉を聞いてから、自分らの置かれている立場を深く考えるようになる。彼らは教養試験、体力検査などで合格基準に満たなかったが、採用し教育するよう上層部から命令が下され、補欠合格者として認められる。9名のうち雄一は仮入校段階でリタイア、残り8名となったSクラスでは、リーダーの素質がないと思われていたテッペイが桜庭教官により場長に選ばれ、本格的な訓練が始まる。水泳の授業ではテッペイとヤマネが泳げないことが判明し、冷たい態度を取るダンジとテッペイは対立する。

## 登場人物

### 神奈川県警警察学校

#### Sクラス
Sクラスとは桜庭教場の通称。
志村 徹平 (18) - 藤ヶ谷太輔（Kis-My-Ft2 / 幼少期：大橋律）
出席番号7番、桜庭教場場長。高校時代に陸上部を退部し、素行の悪い連中と関わるようになるが、幼なじみの雄一の協力で子供の頃から憧れていた警察学校に入校することが出来た。雄一が警察学校をやめることになり、彼の分まで頑張って警察官になると誓った。団司とは反目することが多い。比呂とも、最初は仲が悪かった。
長距離ランナーの道を選ぶか、このまま警察官になるのかという選択肢を校長に提示されるが、警察官になることを決意する。さまざまな試練を乗り越え、10か月後、無事に警察学校を卒業し警察官になる。マラソン大会の時、足を痛め庇いながら走るが、Sクラスの仲間の応援もあり、最後まで諦めず走り1位でゴールした。
わがままで空気を読めない面が目立つが、本当は心優しく、友達を大切にする男気溢れる性格である。新島の事を一時期意識していたが彼女から告白されるも断った。父親と無事に再会し、桜庭の助言もあって父親と和解することが出来た。最初は、Sクラスの仲間と衝突していたが、話数が進むうちに、切っても切れない友情や絆が生まれていく。小学校の卒業文集に「警察官になる」という夢を書いていた。
立花 団司 (18) - 北山宏光（Kis-My-Ft2）
出席番号1番、書記係。真面目一徹な性格。昔は不良で、山根を1度恐喝したことがある。対照的な性格の徹平とは悉く対立し、諍いが絶えない。中間テストでの成績が認められ、通常訓練を行う五十嵐教場へ一時的に移るがその教場内でトラブルが起き、再びSクラスに戻される。過去の出来事が原因で警察学校をやめようとするが、徹平の言葉でもう一度挑戦する。山根とも、徹平の助言などで和解することができた。無事に警察学校を卒業する。
桃江 比呂 (18) - 剛力彩芽
出席番号8番、図書係。明るく楽天的な性格。万事において真剣さが足りない面が目立つ。警察官になるという意識が薄かった。徹平と最初は対立していたが徐々に彼に惹かれるようになり、一度、徹平から自分のことを好きなのかと突然問われ、思わず白を切ってしまったが、実は徹平を想っていた。最終的に徹平から告白を受け、両想いになる。何事も最後まで成し遂げたことがなく甘えていたが、徹平のおかげで変わることができた。無事に警察学校を卒業する。
山根 省吾 (18) - 柄本時生（幼少期：土屋楓）
出席番号6番、自治係。他人とコミュニケーションを取るのが苦手で内向的な性格をしている。執念深く、自分に危害を加えた相手の顔は決して忘れない。運動能力が皆無に等しい反面、頭脳レベルが高く秀でている。相手の顔を正確に描写することが可能で、似顔絵捜査官の素質がある。不良時代の団司に暴行・恐喝されたことがあり、一時期は険悪な仲となるが、徹平の助言で団司と和解することができた。無事に警察学校を卒業する。
杉山 清貴 (25) - 小柳友
出席番号3番、体育係。柔道有段者。立派な体格と反比例し、とても優しい性格をしており、大事な場面で非情になれない欠点がある。父親が倒れ、家業を継ぐために警察学校をやめようと決意したが、仲間や父親の説得で再び警察学校に戻ってきた。実家は醤油作りをしている。徹平のことを強く信頼していた。無事に警察学校を卒業する。
石岡 太一 (22) - 石井智也
出席番号4番、会計係。元サラリーマン。無事に警察学校を卒業する。
恩田 雄一 (18) - 森廉（幼少期：佐藤詩音）
出席番号2番。幼なじみの徹平と共に頑張って警察官になるという夢を持っていたが、警察学校の仮入校訓練で持病が悪化し、リタイアを余儀なくされる。徹平のマラソンを応援しているときに足を痛めていることを知り、彼を止めるが、諦めないで走る徹平の姿を見て応援し続けた。
新島 千晶 (19) - 岡本あずさ
出席番号9番、桜庭教場副場長。清楚な雰囲気の美人。誰に対しても優しく接する、お嬢様タイプ。向井秀樹という遠距離恋愛中の彼氏がいたが、浮気現場を目的してしまいショックを受ける。プレゼントを用意していたが、渡すのを諦めようとしていた時に、徹平が代わりに気持ちを代弁してくれて、そのことが切っ掛けで彼に好意を持つようになり告白するが、振られてしまう。教場内で特に比呂と仲がよい。無事に警察学校を卒業する。
福原 陽子 (20) - 水沢エレナ（幼少期：小松﨑夕楠）
出席番号5番、保健衛生係。元自衛官。柔道・剣道など武道全般に優れている。当初は他人と打ち解けようとせず、拒絶するような態度を見せていた。　
自衛隊在任中に上官から男女差別とも取れる叱責を受け、頭に血が上り上官を殴ってしまう。 男性にも負けない体力があると自負し、また確固たるプライドを持っている。成績が認められ通常クラスに移籍することが決まるが、「まだSクラスで学ぶことが沢山ある」とその話を断る。無事に警察学校を卒業する。

#### 職員
竜崎 美咲 (35) - 石田ひかり
桜庭教場助教。仮入校で教える一般的な歩行・駆け足訓練を行わず、施設などの掃除等生徒が嫌がることを徹底的に指示し、辞職者を出すための指導を行う。気合を入れるために徹平やSクラスのメンバーの顔を叩いていた(第1話で遅刻した徹平の顔を叩いた際に教官の桜庭も驚愕して慌てて竜崎に注意したほどである)。厳しい反面、優しさもある。
桜庭 直樹 (43) - 杉本哲太
桜庭教場担当教官。訓練生を直接指導することはせず、全て助教の竜崎に任せている。だが、訓練生が窮地に追い込まれるとその生徒たちが本来持っている能力を試すかのように特殊な課題を与える。
徹平の父親に刑事のイロハを教えてもらい、その恩から陰ながら徹平を暖かく見守っていた。無事に徹平たちを卒業させることが出来た。
峰 百合 (年齢不詳) - 青山倫子
警察学校内科医。
鬼塚 辰男 - 伊達暁
鬼塚教場担当教官。訓練生の中でも非常に優秀な生徒が揃っている。
高村 光太郎 (55) - 鹿賀丈史（特別出演）
階級：警視長。神奈川県警察学校校長。徹平の父親と過去に因縁があり、彼の息子を警察官の職に就かせたくない思いから、「陸上選手として活躍するか、警察官になるか」の選択肢を与える。徹平の「警察官になりたい」という強い気持ちを聞き、警察学校を卒業させた。

### Sクラス関係者
志村 真夏 (16) - 森高愛（幼少期：浜野希莉）
徹平の妹。マラソン大会で必死に走る兄を応援する。
志村 恭一郎 (50) - 国広富之
徹平の父。元は警察官だったが問題を起こし、辞職していた。現在は横須賀にある栗本倉庫で作業員として働いている。
福田 清志 (40) - 柳沢慎吾
徹平の伯父。寿司屋「福寿司」を営む。徹平が警察学校をやめようかと悩んでいるときに親身になってアドバイスをしていた。
福田 顕子 - 松永玲子
徹平の伯母。
立花 理華子 - 堀内敬子
団司の母。
桃江 好則 (40) - 宮川一朗太
比呂の父。夫婦で桃江洋菓子店を営んでいる。何事も最後まで成し遂げたことがなく甘えていた娘が途中で諦めずに警察学校を卒業出来たことに驚いていた。
桃江 朋美 (40) - 河合美智子
比呂の母。娘に将来は公務員の職に就いている男性と結婚して欲しいと願っている。
杉山 勝也 (59) - 五代高之
清貴の父親。夫婦で醤油造りをしている。気が弱く、損ばかりしている息子に温かくも厳しい言葉を掛ける。
一時倒れ、そのせいで清貴が警察学校をやめようとしたが、徹平が清貴を説得する姿を見て、自分も警察学校で頑張っている息子をやめさせたくないと思い説得する。
杉山 正人 - 徳井優
清貴の叔父。兄・勝也が病気で倒れ、代々受け継いできた「杉屋醤油」を守れるのは清貴しかいないと、彼に警察を辞めて「稼業を継いでくれ」と打診する。
竜崎 信太 - 大硲真陽
竜崎美咲の一人息子。
関根 志保 - 奥貫薫
竜崎美咲の友人。竜崎の仕事が多忙で子供の面倒を見られないときに手助けをしている。

### ゲスト

#### 第3話
小坂 満知子 - 森カンナ
Facebookを通して石岡と友人になる。
竹林 典子 - 伊藤修子
満知子の友人。
向井 秀樹 - 佐野和真
千晶と遠距離で付き合っていた彼氏だったが、他の女性と浮気をし、千晶をこっぴどく振る。後に浮気現場を千晶に見られ、結局振られる結果となった。
亀野 広太 - 山田健太（第6話）
団司の地元の親友。不良グループを抜けようとしたが、それを許さない先輩から集団暴行に遭い、その時受けた怪我が原因で歩けなくなる。
先輩の警察官 - 鈴木拓（ドランクドラゴン）
伊勢佐木東警察署地域課 イセザキモール交番勤務巡査部長。
ラーメン屋店員 - 山崎まさや

#### 第5話
五十嵐 剛 - 松尾諭
五十嵐教場担当教官。横浜での交番勤務時代に立花と面識がある。体罰をもって訓練生を指導する。
鈴木 哲朗 - 松居大悟
五十嵐教場の訓練生。教場のお荷物的存在で、集団いじめに遭っている。非常に臆病な性格をしており、夜間のパトロールも満足にできない。
浜野 純平 - 渋谷謙人
五十嵐教場の教場長。劣等生の鈴木に足を引っ張られており、その恨みから鈴木いじめのリーダー格となっている。教官の前では完璧な優等生を演じている。

#### 第7話
坂口 明弘 - 佐戸井けん太
階級：警視正。神奈川県警察警務部教養課術科指導室陸上競技部顧問。警察官ではなく長距離ランナーとして志村をスカウトする。第8話にも登場する。

#### 第8話
関根 清子 - 岩本多代
最近、認知症を患うようになり、東京に暮らしている娘夫婦に引き取られることになっているが本人は住み慣れた喜美島を離れたくないと話している。
自宅に空き巣が侵入し、大切にしていたブローチが盗まれた。
栗谷 徹 - 北見敏之
神奈川県警察喜美島警察署に勤務している唯一の警察官。志村、桃江、新島の警察官実地訓練の指導を担当する。また、過去に桜庭を指導した経験を持つ。
細川 福子 - 宮地雅子
喜美島で手づくりお惣菜の店ふっこちゃんを営んでいる。元々の島民ではなく5年前に突然島へ来るが、その理由を聞かれると明確に答えずはぐらかしている。実は清子の娘であった。ブローチは最終的に清子から娘・福子へと渡される。

## スタッフ
- 脚本：櫻井剛
- 脚本協力：土城温美
- 音楽：市川淳、michitomo
- 音楽プロデュース：志田博英
- 音楽コーディネート：溝口大悟
- 主題歌：Kis-My-Ft2「WANNA BEEEE!!!」(avex trax)
- 演出：山室大輔、中前勇児（オフィスクレッシェンド）、武藤淳
- 演出補：池田克彦、泉正英、中川敦夫、西岡衣舞、佐久間晃嗣
- 音響効果：松井謙典
- CG：田中浩征
- 警察指導：チーム五社
- 医療指導：浮山越史（杏林大学医学部小児外科学教室准教授）
- アクション：スタントチームゴクゥ、カラサワイサオ
- プロデュース：中井芳彦
- プロデュース補：小松貴生、小山杏里、細川紫乃
- 製作著作：TBS

## 放送日程
| 話数                                            | 放送日        | サブタイトル                                          | 演出     | 視聴率 |
| ----------------------------------------------- | ------------- | ----------------------------------------------------- | -------- | ------ |
| #1                                              | 2012年7月12日 | 自由…青春…恋愛…そんなの一切ナシ!!警察学校は地獄だった | 山室大輔 | 8.5%   |
| #2                                              | 2012年7月19日 | 弱虫のおちこぼれがヒーローになる日                    | 山室大輔 | 9.9%   |
| #3                                              | 2012年7月26日 | 青春はいちどだけ!!片思いは突然に…                     | 中前勇児 | 5.9%   |
| #4                                              | 2012年8月09日 | 諦めない気持ち                                        | 中前勇児 | 7.0%   |
| #5                                              | 2012年8月16日 | ひとつになる                                          | 武藤淳   | 8.1%   |
| #6                                              | 2012年8月23日 | はじめてのキス                                        | 山室大輔 | 7.6%   |
| #7                                              | 2012年8月30日 | 負けたくない                                          | 武藤淳   | 6.5%   |
| #8                                              | 2012年9月06日 | 夢が目標に変わる                                      | 山室大輔 | 6.4%   |
| #9                                              | 2012年9月13日 | 望む未来へ!                                           | 中前勇児 | 7.1%   |
| #10                                             | 2012年9月20日 | さらば警察学校!                                       | 山室大輔 | 5.7%   |
| 平均視聴率 7.3%（視聴率はビデオリサーチ社調べ） |               |                                                       |          |        |